# William Mervyn
William Mervyn Pickwoad, född 3 januari 1912 i Nairobi, Brittiska Östafrika, död 6 augusti 1976 i London, var en brittisk skådespelare.

## Rollista i urval
- 1950 – Blå lyktan
- 1957 – Vi sitter i sjön
- 1959 – Helyllesabotören
- 1964 – Snusdosan
- 1966 – Doctor Who (TV-serie)
- 1967 – Mr Drummond och djävulens agenter
- 1968 – Hammerhead
- 1968 – Salt & Peppar
- 1970 – Tågräddarna
- 1971 – Kom igen Henry
- 1972 – Den härskande klassen
- 1976 – Tom Jones erotiska äventyr